# Ігнатьєв Петро Михайлович
Петро Михайлович Ігна́тьєв (5 червня 1923, Возсіятське — 13 квітня 2003, Київ) — український художник; член Спілки радянських художників України з 1965 року.

## Біографія
Народився 5 червня 1923 року у селі Возсіятському (нині Вознесенський район, Миколаївської області, Україна). Брав участь у німецько-радянській війні. Нагороджений медалями «За відвагу» (16 квітня 1945), «За перемогу над Німеччиною» (9 травня 1945).
Протягом 1948—1953 років навчався в Одеському художньому училищі у Михайла Поплавського; у 1953—1959 роках — у Київському художньому інституті, де був учнем Михайла Іванова, Михайла Хмелька. Дипломна робота — картина «У розвідників» (керівник Віктор Пузирков).
Протягом 1960—1968 років працював у Київській дитячій художній школі № 1. Жив у Києві в будинку на вулиці Червонопартизанській № 14, квартира № 6, потім в будинку на вулиці Олени Теліги № 13/14, квартира № 46. Помер в Києві 13 квітня 2003 року.

## Творчість
Працював в галузі станкового живопису і графіки. Створював портрети, тематичні картини, пейзажі. Серед робіт:
живопис
- «Фронтова дорога» (1958);
- «Командир степового корабля» (1961);
- «Студенти» (1968);
- «Всією родиною» (1968);
- «Розвідники» (1970);
- «Володимир Ілліч і Надія Костянтинівна» (1970);
- «Порт» (1972, пастель);
- «Солдати» (1973);
- «Важкі роки» (1974);
- «Партквиток» (1974);
- «Парад на Красній площі 7 листопада 1941 року» (1975);
- «Син полку» (1976);
- «Голосіївський ліс» (1976);
- «На колгоспних ланах» (1980-ті, полотно, олія);
- «Морська піхота» (полотно, олія);

За мотивами творів Тараса Шевченка створив:
картини
- «Караюсь, мучусь… але не каюсь!» (1961);
- «…Це ж та молодість моя…» (1964, Національний музей Тараса Шевченка)[4];

ліногравюри
- «Наймичка» (1960);
- «Катерина» (1961);
- «Ой не п'ються пива-меди» (1964).

Брав участь у всеукраїнських виставках з 1958 року.